# Живике
Живике су насељено место у саставу општине Ориовац у Бродско-посавској жупанији, Република Хрватска.

## Историја
До територијалне реорганизације у Хрватској налазиле су се у саставу старе општине Славонски Брод.

## Становништво
На попису становништва 2011. године, Живике су имале 236 становника.

## Попис1991.
На попису становништва 1991. године, насељено место Живике је имало 346 становника, следећег националног састава:
| Попис 1991.‍ | Попис 1991.‍ | Попис 1991.‍ | Попис 1991.‍ | Попис 1991.‍ |
| ----------- | ----------- | ----------- | ----------- | ----------- |
|             |             |             |             |             |
| Хрвати      | Хрвати      |             | 346         | 100%        |
| укупно: 346 |             |             |             |             |